# 貝黑德 (新澤西州)
貝黑德（英語：Bay Head）是位於美國新澤西州海洋縣的自治市鎮。

## 人口
根據2020年美國人口普查的數據，貝黑德的面積為1.83平方千米，當中陸地面積為1.52平方千米，而水域面積為0.31平方千米。當地共有人口930人，而人口密度為每平方千米508人。